# 斯洛文尼亚国家女子冰球队
斯洛文尼亚国家女子冰球队是代表斯洛文尼亚参加国际冰球联合会舉辦的的世界女子冰球锦标赛的球隊。截至2022年，斯洛文尼亚女队从未参加過奥运会。斯洛文尼亚国家女子冰球队于2000年首次参加世界女子冰球锦标赛。